# Danny Horseele

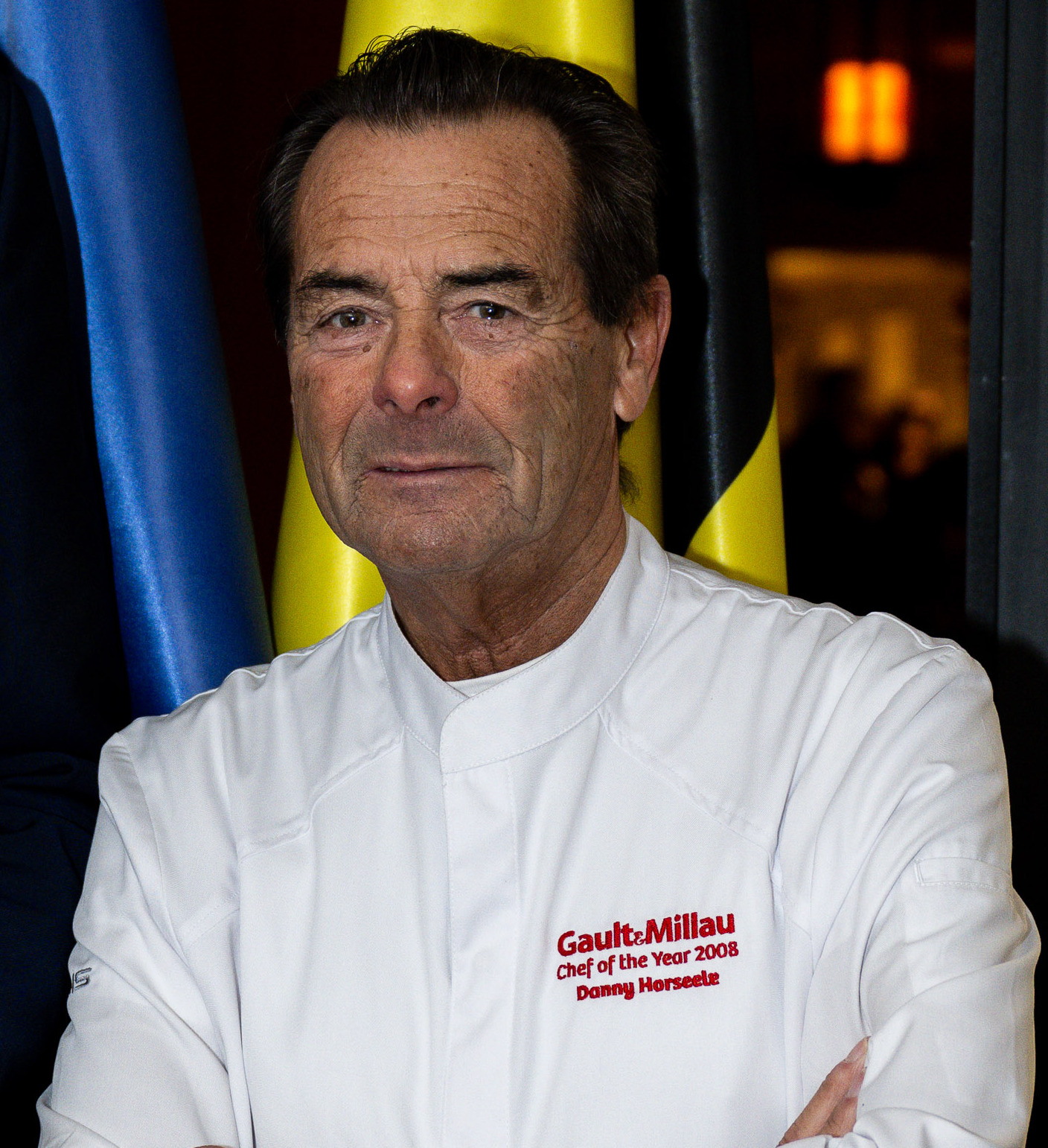
Danny Horseele (2024)

Danny Horseele (Blankenberge, 17 september 1953) is een Belgisch chef-kok.

## Biografie
Danny Horseele volgde de technische opleiding aan de hotelschool in Oostende van '67 tot '69 met stages in verschillende zaken met 3 Michelinsterren.
Danny Horseele leerde het vak bij de Franse driesterrenchefs Georges Blanc en Marc Meneau, daarna bij de Belg Eddy Van Maele, tot hij in 1977 zijn eigen restaurant 't Molentje in Zeebrugge opende. In 1982 werd hij verkozen tot beloftevolle jonge chef door Gault-Millau. Daar kreeg hij in 1990 zijn eerste Michelinster, en in 2000 zijn tweede. De GaultMillaugids riep hem in 2008 uit tot Chef van het Jaar. In datzelfde jaar ging zijn restaurant in Zeebrugge failliet.
Hij startte vrijwel onmiddellijk een nieuw restaurant genoemd naar zijn naam in Dudzele, gevestigd in een verbouwde boerderij De Herdershoeve uit 1477. Dat restaurant verkreeg ook in de Michelingids twee sterren en een quotering van 18/20 door GaultMillau. Danny Horseele sloot dit restaurant in Dudzele in de zomer van 2013. 
Slechts een maand later, in augustus 2013 opent hij in Gent een nieuw restaurant Horseele in de Ghelamco Arena, het nieuwe stadion van KAA Gent. Hij kan zich er exclusief op de culinaire kant richten en behaalt na amper 3 maanden een eerste Michelinster en een quotering 16 op 20 bij GaultMillau.